# 3Arena (Stoccolma)
La 3Arena, conosciuta anche come Stockholmsarenan e fino al 31 dicembre 2024 come Tele2 Arena, è uno stadio destinato ad eventi sportivi e concerti situato all'interno della Stockholm Globe City, nel distretto di Johanneshov a Stoccolma, in Svezia.
È utilizzata principalmente per ospitare le partite calcistiche casalinghe di Djurgården e Hammarby ed eventi musicali.

## Storia

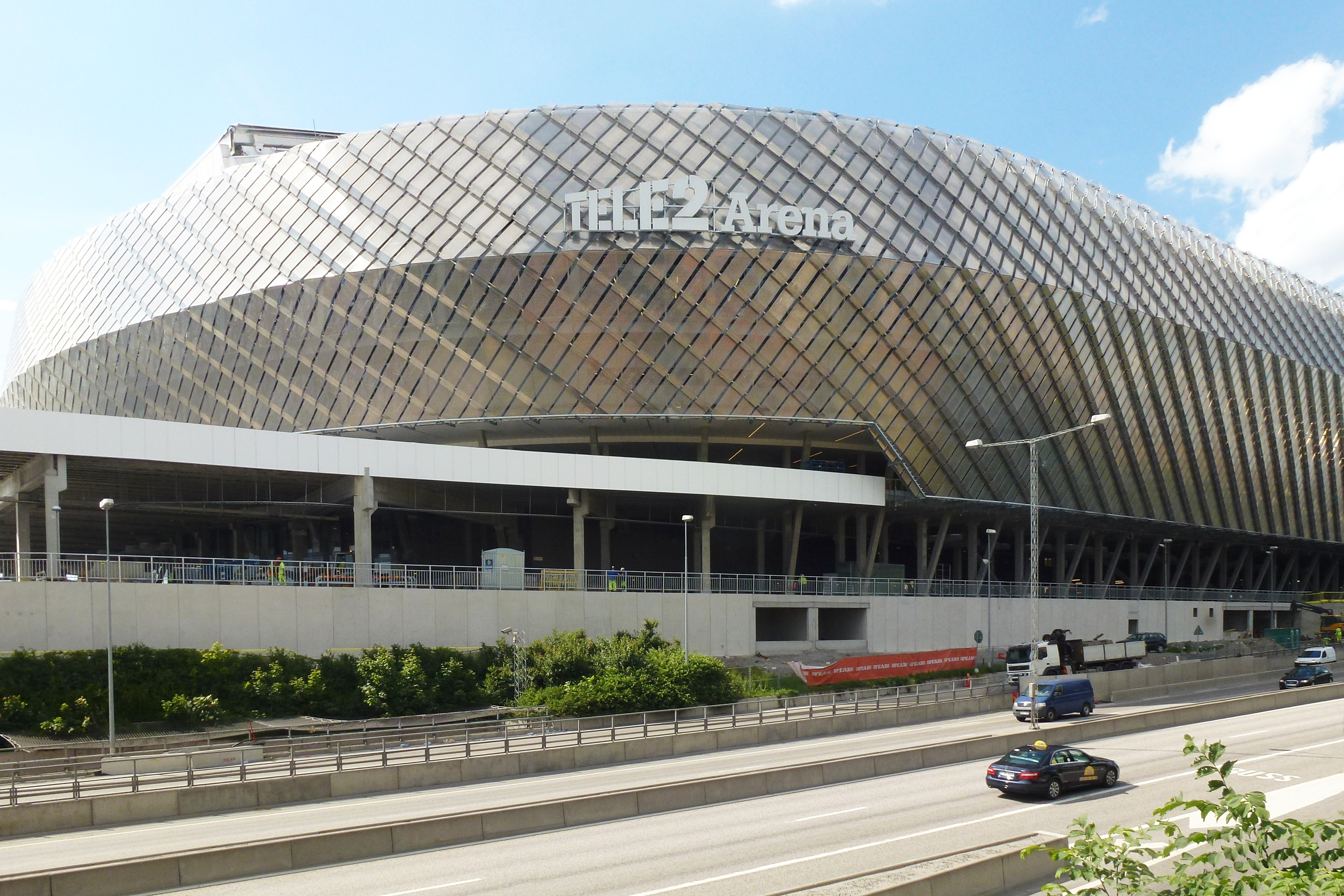
L'esterno della 3Arena

Nel corso degli anni ci sono stati molti piani diversi per una ristrutturazione e ampliamento del Söderstadion, storico stadio di casa dell'Hammarby, per la cui ristrutturazione e ampliamento vennero stanziati 153 milioni di corone all'inizio del millennio. Questo progetto non andò mai in porto, ed al contrario venne avanzata la proposta di costruire un nuovo stadio.
Nel novembre 2009, la città di Stoccolma e Anschutz Entertainment Group (AEG) raggiunsero un'intesa per la costruzione della nuova Arena. Il costo complessivo della struttura venne calcolato per circa 2,7 miliardi di corone (circa 320 milioni di euro), includendo l'acquisto del terreno e la costruzione di un parcheggio sotterraneo. L'accordo firmato il 18 giugno 2010 prevedeva l'assegnazione della gestione del nuovo impianto ad AEG tramite la società Stockholm Globe Arenas (SGA), la quale gestisce anche le altre arene dell'area del Globen. I primi scavi vennero effettuati il 10 settembre 2010. L'inaugurazione della struttura era inizialmente prevista per dicembre 2012 ma venne stata posticipata due volte, prima alla primavera del 2013 e poi al luglio 2013. Nel frattempo, durante i lavori di costruzione, vennero firmati i contratti con le società calcistiche Hammarby e Djurgården, con quest'ultima che nell'ottobre 2011 abbandonò di fatto il progetto di un proprio stadio per trasferirsi anch'essa presso la nuova arena.
L'8 giugno 2012 venne presentato l'accordo decennale che avrebbe denominato l'impianto Tele2 Arena, in virtù della sponsorizzazione ad opera dell'omonima azienda di telecomunicazioni.
Era previsto l'utilizzo dell'arena per il campionato mondiale di hockey 2013 ma, a causa di ritardi nella costruzione, l'evento si è tenuto all'adiacente Ericsson Globe, oggi noto come Avicii Arena. Nel 2013 e nel 2014 ospitò la finale del campionato svedese di football americano.
L'arena venne inaugurata il 20 luglio 2013 quando l'Hammarby pareggiò 0-0 contro l'Örgryte davanti a 29 175 spettatori, nuovo record per il campionato di Superettan: in quegli anni, infatti, i biancoverdi militavano nella seconda serie nazionale. Il 21 luglio 2013 fu la volta della prima partita di Allsvenskan, con il Djurgården che perse 1-2 contro l'IFK Norrköping di fronte a 27 798 persone in tribuna. L'inaugurazione ufficiale tuttavia ebbe luogo poco più di un mese dopo, in occasione di un evento musicale organizzato il 24 agosto dello stesso anno.
In alcune sporadiche occasioni, lo stadio fu utilizzato anche per alcune partite casalinghe del Brommapojkarna, altra squadra della capitale svedese la quale però solitamente dispone di una base di pubblico molto inferiore. Nel corso di alcune stagioni la dirigenza decise di disputare le gare di campionato contro le squadre stoccolmesi più blasonate proprio alla Tele2 Arena anziché al Grimsta IP, al fine di massimizzare l'afflusso di pubblico. Inoltre, quando i rossoneri si qualificarono alla UEFA Europa League 2014-2015 grazie al UEFA Fair Play ranking, il club disputò qui anche le gare europee.
Il 24 gennaio 2015, di fronte a circa 30 000 spettatori, si svolse l'evento di arti marziali miste UFC on Fox: Gustafsson vs. Johnson, il quale fece registrare il record di pubblico per un evento UFC in un impianto europeo.
Nel gennaio 2020 ospitò la fase finale degli Europei maschili di pallamano.
Il 1º gennaio 2025 entrò in vigore il nuovo accordo di sponsorizzazione che denominò l'impianto 3Arena.

## Struttura
L'impianto ha una capacità di 30 370 spettatori per i match calcistici, requisito fondamentale di FIFA e UEFA per ospitare partite internazionali e tornei. Con una capacità massima di 40 000 spettatori e un tetto retrattile, lo stadio è creato per ospitare anche competizioni equestri, motoristiche, banchetti, esposizioni, eventi aziendali e meeting.

## Football americano

### Tornei per club

#### Superserien
| Stoccolma 7 settembre 2013 XXVIII SM-Finalen | Carlstad Crusaders | 47 – 25 | Örebro Black Knights | Tele2 Arena |

| Stoccolma 7 settembre 2014 XXIX SM-Finalen | Carlstad Crusaders | 49 – 9 | Örebro Black Knights | Tele2 Arena |

## Pallamano

### Tornei per nazionali

#### Europeo maschile 2020
| Arbitri: | Óscar Raluy Ángel Sabroso |

|            |           |           |
| Sagosen 10 | Marcatori | Duvnjak 8 |

| Arbitri: | Václav Horáček Jiří Novotný |

|                                        |           |           |
| A. Dujshebaev, Entrerríos, Fernández 6 | Marcatori | Dolenec 7 |

| Arbitri: | Mirza Kurtagic Mattias Wetterwik |

|        |           |                  |
| Kühn 6 | Marcatori | Borges, Ferraz 4 |

| Arbitri: | Lars Geipel Marcus Helpig |

|          |           |          |
| Bombač 5 | Marcatori | Jøndal 7 |

| Arbitri: | Slave Nikolov Gjorgji Nachevski |

|         |           |           |
| Gómez 5 | Marcatori | Duvnjak 5 |